# 오드왈라
오드왈라 주식회사(Odwalla Inc. , /oʊˈdwɔːlə/)는 캘리포니아주 디누바에 본사를 둔 미국의 건강 식품 회사였다. 1980년 샌타크루즈에서 설립되었고 1995년부터 2020년까지 하프문베이에 본사를 두었던 이 회사의 제품 라인에는 과일 주스, 스무디, 두유, 병입수, 유기농 음료 및 "푸드 바"로 알려진 여러 종류의 에너지 바가 포함되었다.
이 회사는 1985년 법인 설립 이후 급격한 성장을 경험하며 유통망을 캘리포니아주에서 북미 대부분 지역으로 확장했으며, 1993년에는 상장되었다.
오드왈라 주스는 안전 관행의 여러 결함으로 인해 1996년에 치명적인 대장균 O157:H7 발병을 일으켰으며, 이로 인해 회사는 형사상 책임이 있는 것으로 밝혀졌다. 업계 표준에도 불구하고 오드왈라는 원래 주스의 맛을 변경하는 것을 피하기 위해 살균되지 않은 주스를 판매했다. 대장균 발병과 최소 한 명의 어린이 사망 이후 오드왈라는 고온 단시간 살균 및 기타 위생 절차를 채택했다. 오드왈라는 주스를 리콜했으며 이 사건 이후 매출이 90% 감소했다. 회사는 점차 회복되었고, 다음 해에 다시 수익을 올리게 되었다.
2001년, 오드왈라는 코카콜라 컴퍼니에 1억 8,100만 미국 달러에 인수되어 완전 자회사가 되었다. 2020년 7월, 코카콜라는 2020년 8월까지 오드왈라 브랜드를 중단할 것이라고 발표했다. 2021년 이 브랜드는 풀 세일 IP 파트너스에 매각되었다. 2020년대 초에 본사는 생산 시설로 이전되었다.

## 역사

### 기원
오드왈라는 1980년 캘리포니아주 샌타크루즈에서 그레그 스텔텐폴, 제리 퍼시, 보니 배싯이 설립했다. 오드왈라의 생산 시설은 캘리포니아주 디누바에 있다. 이 트리오는 사업 안내서에서 과일 주스를 판매하는 아이디어를 얻었고, 스텔텐폴의 뒷마당에 있는 창고에서 중고 착즙기로 오렌지 주스를 짜는 것으로 시작했다. 그들은 폭스바겐 밴 뒤에서 지역 식당에 제품을 팔았고, "흙에서 영혼으로, 사람에서 지구로, 온몸을 건강하게"와 같은 슬로건을 사용했다.
그들의 스타트업 이름인 "오드왈라"는 설립자들이 좋아했던 곡-시 "일리스텀"의 등장인물에서 따왔는데, 이 곡은 로스코 미첼이 작곡하고 미첼이 멤버였던 아트 앙상블 오브 시카고 재즈 그룹이 연주한 것으로, "회색 안개"에서 "태양의 사람들"을 인도하는 인물이었다. 스텔텐폴, 퍼시, 배싯은 이를 자신들의 제품과 연결시켰는데, 이들은 자신들의 제품이 "오늘날 만연한 과도하게 가공된 음식들의 둔탁한 덩어리에서 인간이 벗어나도록 돕는다"고 믿었다.

### 법인 설립 ~ 1996년

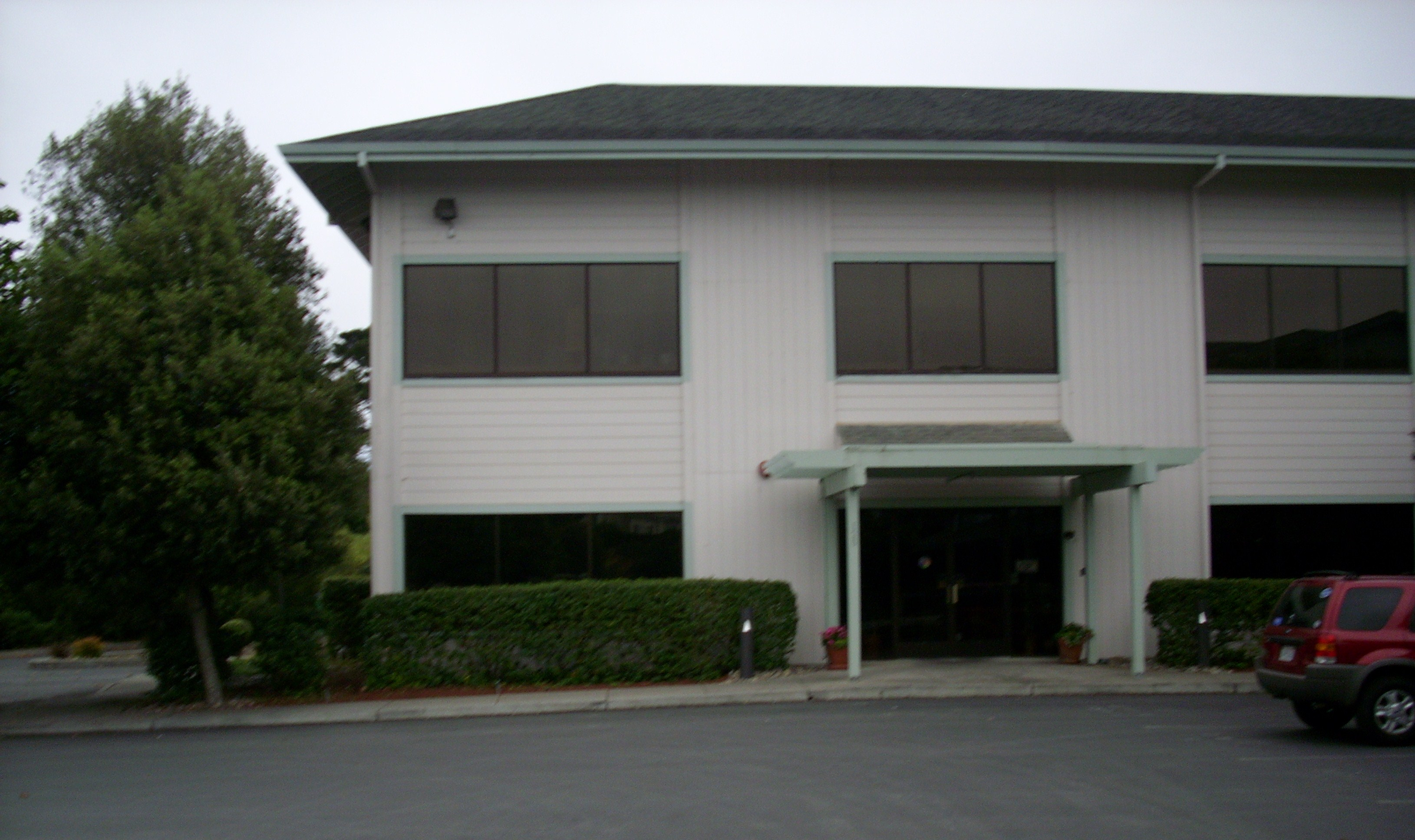
하프문베이에 있었던 오드왈라 본사

오드왈라는 5년간의 성장 끝에 1985년 9월에 법인으로 등록되었고 1988년에는 샌프란시스코에서 제품을 판매하기 시작했다. 샌프란시스코에 위치한 벤처 캐피털 회사인 햄브레히트 & 퀴스트는 당시 오드왈라의 주요 투자자 중 하나로, 회사에 수백만 달러를 투자했다. 1992년까지 회사는 캘리포니아주 데이븐포트에 있는 본사에 80명의 직원을 고용했으며, 파인트당 1.50달러에서 2.00달러 사이의 약 20가지 맛의 주스를 판매했다. 오드왈라는 1993년 12월에 상장되었고(NASDAQ:ODWA); 이 회사는 35대의 배달 트럭과 거의 200명의 직원을 보유했으며 연간 약 1,300만 달러의 수익을 올렸다. 그 직후, 오드왈라는 태평양 북서부와 콜로라도주의 두 회사를 인수하면서 새로운 시장으로 확장했다.
오드왈라는 생산 수요를 더 잘 충족하기 위해 1994년 캘리포니아주 디누바에 새로운 생산 시설을 건설했다. 이듬해, 회사는 본사를 하프문베이로 옮겼다.
이 시기 동안의 지속적인 성장과 외부 투자를 통해 회사는 확장하고 성장할 수 있었다. 오드왈라의 매출은 1994년부터 1995년까지 3배 증가했으며, 1996년에는 5,900만 달러 이상의 매출을 기록하여 사상 최고치를 달성했다. 이러한 지속적인 성장은 오드왈라를 1996년까지 미국 최대의 신선 주스 회사 중 하나로 만들었고, 당시 이 회사는 7개 주와 캐나다 일부 지역의 상점에 제품을 판매하고 있었다. 1999년까지 매출이 1억 달러에 이를 것으로 추정되었다. 이러한 성장 대부분은 오드왈라 제품이 살균되지 않아 일반 주스보다 건강하다는 인식에서 비롯되었다.

### 1997년 ~ 2001년
1996년 10월 7일, 오드왈라는 오염된 과일을 사용하여 사과 주스 한 배치를 만들었으며, 이로 인해 한 명이 사망하고 66명의 고객이 병에 걸렸다. 이 발병은 오드왈라가 살균되지 않은 과일 주스를 판매했기 때문에 발생했다. 비록 살균은 주스 산업에서 오랫동안 표준이었지만, 오드왈라는 살균이 맛을 변화시키고 영양소를 파괴한다고 주장했다. 살균 부족과 안전 관행의 여러 다른 결함 때문에 회사는 오염된 주스를 유통한 혐의로 16건의 형사 고발을 당했다. 오드왈라는 유죄를 인정했으며, 150만 달러의 벌금을 부과받았다. 당시 이는 미국에서 식중독 사건 중 가장 중요한 벌금이었다.
1997년 대부분 순손실을 기록했음에도 불구하고 오드왈라는 브랜드 이름을 회복하기 위해 노력했다. 새로운 안전 절차를 광고하는 것 외에도 오드왈라는 푸드 바 제품 라인(최초의 고체 식품 제품 라인)을 출시하고 9억 달러 규모의 과일 바 시장에 진출했다. 또 다른 신제품은 젊은 소비자들을 겨냥한 "액체 점심"인 퓨처 셰이크였다. 이러한 노력 덕분에 오드왈라는 1997년 말에 다시 수익을 올렸고, 3분기 14만 달러의 이익을 보고했다.
회복 후, 회사는 필라델피아와 워싱턴 D.C.와 같은 시장으로 지리적으로 확장하기 위해 노력했으며, 1998년 말까지 매출이 위기 이전 수준을 넘어섰다고 보고했다. 이듬해에도 성장은 계속되었는데, 부분적으로는 2000년에 메인주 새코에 본사를 둔 대형 주스 회사인 프레시 사만다를 2,900만 달러에 인수함으로써 이루어졌다. 이를 통해 오드왈라는 미국 동해안의 추가 시장으로 확장할 수 있었지만, 제품을 캘리포니아에서 미국 전역으로 운송해야 했기 때문에 높은 운송 비용이 발생했다. 이 문제를 해결하기 위해 회사는 플로리다주 팜비치 카운티에 두 번째 생산 시설을 건설할 계획을 발표했다. 그러나 건축 허가 획득 및 충분한 자금 배정에 어려움을 겪으면서 프로젝트는 처음에는 지연되었고 결국 취소되었다. 오드왈라는 몇 년 동안 자체 브랜드와 프레시 사만다 브랜드 이름으로 제품을 생산하고 판매했다. 그러나 2003년, 회사는 프레시 사만다 이름으로 주스를 판매하는 것을 중단하고 오드왈라 브랜드 주스만 판매하기로 결정했다.

### 2001년 ~ 2020년
오드왈라는 2001년 코카콜라 컴퍼니에 주당 15.25달러에 인수되었는데, 이 거래는 총 1억 8100만 달러에 달했으며 오드왈라 이사회에서 만장일치로 승인되었다. 합병 조건에 따라 오드왈라 경영진은 회사 대표로 남아 있었고, 코카콜라의 미닛메이드 부서로 "편입"되었다. 이 인수는 코카콜라의 제품 라인을 비탄산 음료로 확장하기 위한 여러 유사한 합병 중 하나였다. 오드왈라는 회사 주식에 대해 최대 124.3%의 프리미엄을 얻었을 뿐만 아니라, 코카콜라 컴퍼니의 소유권이 제공하는 안정성과 강점으로 인해 이익을 얻었다. 오드왈라는 또한 코카콜라의 잘 구축된 유통망 덕분에 새로운 시장으로 확장할 수 있었다.
오드왈라는 인수 후에도 계속 성장했다. 이러한 성장은 부분적으로 새로운 제품 출시로 인해 발생했는데, 여기에는 포마그랜드 석류 주스 라인(2006년 2006년 선댄스 영화제에서 출시), 두 가지 맛의 에너지 드링크, 그리고 콩 단백질, 오메가-3 지방산, 칼슘을 함유한 세 가지 맛의 "소이 스마트" 음료가 포함되었다.
코카콜라는 2006년에 학교에서 탄산음료 제품을 없애는 것을 목표로 오드왈라 제품을 홍보했다. 오드왈라는 2007년에도 꾸준한 성장을 보였는데, 당시 코카콜라는 북미 시장의 부진한 성장으로 인해 전사적인 채용 동결을 발표했다. 오드왈라는 좋은 실적 덕분에 이 규칙의 몇 안 되는 예외 중 하나였다.

### 2020년 ~ 현재
2020년 7월, 코카콜라는 코로나19 범유행으로 인해 오드왈라 브랜드가 3년 연속 성장을 보이지 않아 (전체 매출의 2% 미만을 차지하는 기업 부문) 모든 오드왈라 제품의 영구적인 판매 중단을 발표했다. 코카콜라는 2021년에 이 브랜드를 풀 세일 IP 파트너스에 매각했다. 2020년대 초에 본사는 캘리포니아주 디누바에 있는 생산 시설로 이전되었다.

## 생산
오드왈라는 "신선한 원료"(최근 수확된 과일과 채소)를 사용하여 많은 제품을 만들었고, 또한 푸드 바용 유기농 귀리와 외부에서 구매하여 과일 주스와 혼합한 냉동 퓌레 형태의 특정 열대 과일도 사용했다. 오드왈라는 신선한 농산물을 사용했기 때문에 일부 주스는 계절별로 생산되었다. 과일의 가용성과 가격은 또한 악천후, 질병 및 자연재해의 영향을 받았다. 일년 내내 오드왈라 주스의 색상과 맛은 다른 종류의 과일이 사용되었기 때문에 약간씩 변했다.
대장균 발병 이후, 오드왈라는 여러 생산 과정의 안전성을 개선했다. 과일이 공장으로 들어오기 전에 세척, 분류 및 소독되었다. 공장에 도착하면 사과, 당근, 감귤류는 분리되어 다시 세척되었다. 과일은 주스를 얻기 위해 압착되었고, 그 주스는 고온 단시간 살균되어 병에 담겼다. 샘플은 품질 테스트를 거쳤고, 통과하면 해당 배치는 미국 내 여러 유통 센터로 냉장 트럭에 실려 운송되었다. 오드왈라 주스는 다른 음료에 비해 유통기한이 상대적으로 짧아 냉장이 필요했다. 그러나 1996년 고온 단시간 살균법 도입과 2001년 새로운 플라스틱 병 도입 이후 유통기한이 상당히 연장되었다. 일반적으로 오드왈라 제품은 다른 제품과 섞이지 않고 식료품점과 편의점에서 오드왈라 브랜드 전용 진열대에 진열되어 판매되었다.

## 제품

### 음료
오드왈라는 다양한 맛의 과일 및 야채 음료를 생산했으며, 유제품이 없는 두유("소이 스마트"라는 이름으로 판매), "포마그랜드" 석류 주스, "시리어스 에너지" 카페인 함유 과일 주스, 병입 샘물, 그리고 오드왈라의 수퍼푸드 스무디 제품 라인(참조: 그린 스무디)을 생산했는데, 이는 회사의 핵심 제품으로 간주되며 다양한 과일 퓨레, 밀싹, 보리싹으로 만들어진다. 이 제품들은 2001년 오드왈라 매출의 약 95%를 차지했다.
오드왈라 주스는 식물성 재활용 HDPE 플라스틱으로 만든 개별 12 fl oz(이전에는 450 밀리리터 또는 15.4 US fl oz) 병뿐만 아니라 더 큰 64 US fluid ounce(1.9 리터) 용기에 판매되었다.
오드왈라 주스는 생산 비용 때문에 "대부분의 다른 주스 제품보다 높은 가격으로 판매"되었고, 과일과 채소 공급에 영향을 미치는 날씨나 질병 때문에 주스 가격이 시간이 지남에 따라 변동할 수 있었다.
오드왈라의 설탕 함량은 코카콜라보다 훨씬 높을 수 있었다. 예를 들어, 오드왈라의 "망고 탱고"는 온스당 3.67g의 설탕을 함유했는데, 이는 주스 1온스당 거의 1티스푼의 설탕에 해당한다. 코카콜라는 온스당 3.25g의 설탕을 함유한다. 이는 12온스 "망고 탱고"에는 44g의 설탕(거의 4테이블스푼)이, 12온스 코카콜라에는 39g의 설탕이 들어 있다는 것을 의미한다.
역사적으로 오드왈라는 인기 저하로 인해 다양한 주스 맛을 생산하고 이후 중단했으며, 여기에는 오드왈라 수퍼푸드 어메이징 퍼플, 소이 바닐라, 그리고 석류 망고 음료가 포함된다.

### 푸드 바
1998년 9월, 오드왈라는 1996년 대장균 발병 이후 매출 증대를 시도하기 위해 과일과 곡물로 만든 에너지 바인 푸드 바를 판매하기 시작했다. 처음 출시된 세 가지 맛은 크랜베리 시트러스, 유기농 당근 & 건포도, 그리고 피치 크런치였다. 출시 후 8주 이내에 오드왈라 바는 시장에서 가장 많이 팔리는 에너지 바 브랜드 중 하나가 되었다. 바는 다양한 맛으로 제공되었으며, 개당 2 온스 (57 그램)의 무게였다. 2001년, 오드왈라가 코카콜라에 인수되기 전, 푸드 바는 오드왈라 매출의 5% 미만을 차지했다.

## 같이 보기
- 식품 회사 목록